# Bay of Fires
Die Bay of Fires, deutsch Feuerbucht, ist eine Bucht im Nordosten der australischen Insel Tasmanien. In den ausgestorbenen einheimischen tasmanischen Sprachen wurde sie Larapuna genannt.

## Geographie
Die Bay of Fires erstreckt sich auf einer Länge von etwa 50 Kilometern von der Binalong Bay im Süden bis zum Eddystone Point im Norden. Die Bucht wurde so benannt 1773 durch Tobias Furneaux, den Kapitän des Segelschiffes  Adventure, der beim Vorbeisegeln die Feuer der tasmanischen Ureinwohner an den Stränden sah.
Die Bay of Fires, die auch für blaues Wasser und weiße Strände bekannt ist, zeichnet sich insbesondere durch Steinblöcke aus orangefarbenen Granit aus. Die Farbe wird von einer Flechte erzeugt.
Die Bucht besteht aus drei Abschnitten, gesamt etwa 1210 Hektar groß:
- der nördliche Teil von Ansons Bay bis zum Eddystone Point liegt im Mount-William-Nationalpark;
- der südliche Teil befindet sich im Naturschutzgebiet an einem 13 Kilometer langen Küstenabschnitt zwischen der Binalong-Bucht und „The Gardens“ (benannt so durch Lady Jane Franklin, Ehefrau von Governor John Franklin);
- der mittlere Teil der Bay of Fires liegt in der Nähe der Ansons Bay, welche den nördlichen und südlichen Abschnitt trennt.